# Druclík
Druclík (481 m), též Drnclík, německy Dürtzlich, je vrch v okrese Česká Lípa Libereckého kraje, v Chráněné krajinné oblasti Kokořínsko – Máchův kraj, ležící asi 1 km jjz. od Housky na stejnojmenném katastrálním území. Je to nejmasivnější a druhý nejvyšší vrchol Houseckých vrchů.

## Název
Název vrchu není ustálený. Alternativní název Drnclík se na státní mapách nikdy nevyskytl. Ale přibližně do 70. let 20. století se ve státních mapových dílech vyskytovaly různé varianty názvu.
Ve vydání vojenské topografické mapy z roku 1956 byl použit název Drůclík. Ale už v následujícím vydání z roku 1963 se vyskytl název Na druclíku.
Ve vydáních státních map 1 : 5 000 byl používán, až na výjimku v roce 1972, kdy byl uveden název Na Drnclíku, název Druclík.

## Popis vrchu

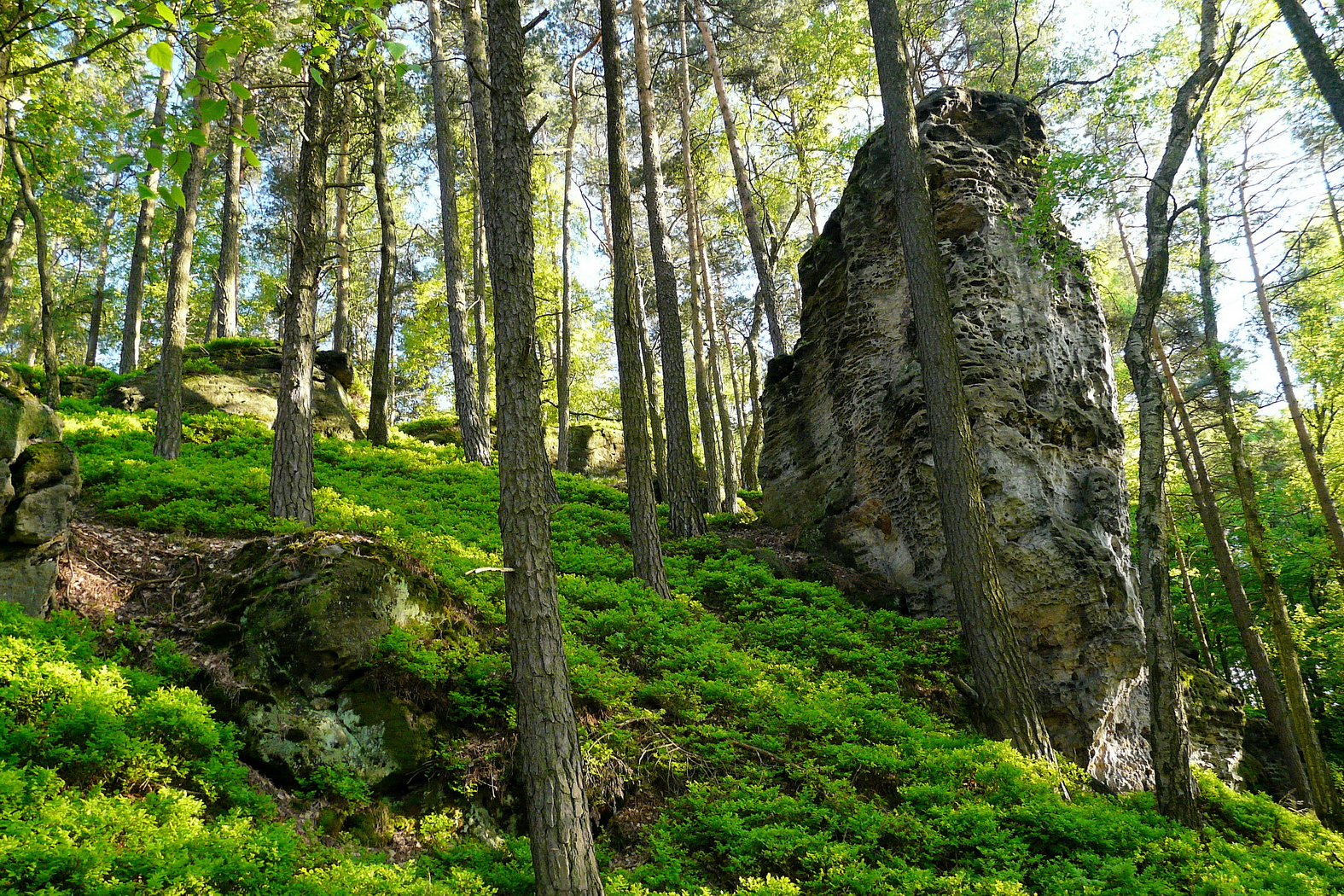
Pískovcová věž na Druclíku

Z vykáceného severního svahu jsou výhledy na hrad Houska a Ralskou pahorkatinu. Druclík tvoří těsnější dvojici s jižněji ležícím Uhelným vrchem (452 m n. m.).

## Geomorfologické členění
Vrch náleží do celku Ralská pahorkatina, do podcelku Dokeská pahorkatina, do okrsku Polomené hory, do podokrsku Housecká vrchovina, a do Libovické části.

## Přístup
Automobilem se dá nejblíže dojet na parkoviště u hradu Houska či do Brusného 2.dílu. Kolem vrchu procházejí turistické značky zelená (Brusné – Konrádov) a červená (Houska – Ráj), které se křižují v rozcestí Pod Drnclíkem.